# Neoplocaederus glabricollis
Neoplocaederus glabricollis là một loài bọ cánh cứng trong họ Cerambycidae.